# Club Atlético Deportivo Villa Modelo
El Club Atlético Deportivo Villa Modelo es un club deportivo ubicado en la ciudad de Gerli, Provincia de Buenos Aires, Argentina.

## Historia
El 1 de mayo de 1920 (105 años), un grupo de jóvenes alumnos del Instituto Educativo Modelo que conformaban un equipo de fútbol, se reunieron en una casa de Limay 1570 de Gerli, Provincia de Buenos Aires, Argentina: allí decidieron la fundación de un club, dando lugar a la creación del “Club Atlético Sportivo Villa Modelo”.
Ese grupo de jóvenes dieron la representación a cinco integrantes propulsores de la idea; quedando como socios fundadores los señores . Marcelino ganza - justo González - Saturnino barcos - José Mantovani - Antonio Celle designado como el 1.er. Presidente de la institución.
Su clásico rival es el club Once Luceros al cual le lleva una diferencia de +4 partidos manteniéndose invicto en el derby. 
Los colores rojo y negro a rayas verticales fueron el emblema que aún hoy perdura.
En el año 2022 fue modificado su nombre a la denominación actual, obteniéndose su personalidad jurídica, que lo acredita como institución.
Entre los años 1926 y 1930 son cedidos los terrenos actuales por el Ex-Ferrocarril Sud (Ex-Roca).
Es una Entidad de Bien Público sin fines de lucro.
Se encuentra enclavada en la populosa ciudad de Gerli, Provincia de Buenos Aires, sobre 1,4 ha, delimitada por las calles Avenida de la Serna, Limay, Carabelas y las vías del ferrocarril Roca. Sus amplias instalaciones han permitido un continuo desarrollo social y deportivo.
En décadas pasadas era un referente de los bailes de Carnaval, donde los artistas del momento tenían su show reservado; con gran asistencia de público tanto de zonas aledañas como de Capital Federal.
En el club se han practicado los más variados deportes como bochas, boxeo, básquet, atletismo, ciclismo, tenis, balonmano y otros.
Entre los años 1960 y 1962 se construyó el edificio social.
Contó con un Parque Infantil (1935-2005), biblioteca (1957-2004) abiertos a toda la comunidad. En el año 1959 se inauguró el Jardín de Infantes “Alfonsina Storni” aún vigente.
Fue el 1.er. Campeón de Fútbol Infantil de los Torneos “Evita” (1949).
En el año 1952 se inauguró la “pista” hecha por los socios, trabajando diariamente y reflejando el esfuerzo comunitario, característica básica de estas instituciones. Sobre esta base se encuentra el actual gimnasio de 1000 m², de los más importantes de la zona sur, dando cabida a deportes como futsal, balonmano femenino y patín. En sus 2 canchas de fútbol (98x 68 m y 90 x 65 m) permanentemente se desarrollan competiciones de equipos amateur, afiliados de AFA y Ligas.
Jugadores de fútbol profesional han hecho sus primeras armas defendiendo sus colores, mencionando por hecho a los hermanos Coll, Juan Carlos Touriño, Cuiña y los más actuales Javier Zanetti, Gabriel Militto, “Matute” Morales, Sebastián Carrera, Walter Montillo, etc.
Fundadora del FADI (Federación Argentina Deportes Infantiles) que hoy cobija más de 5.000 chicos.
Actualmente sus actividades deportivas se encuentran centradas en: Futsal, Balonmano femenino, Patinaje artístico y Fútbol liga.
La constante necesidad de instalaciones para permitir que otras actividades puedan participar, motivo a que las actuales autoridades de la institución, que son las mismas que el Instituto Educativo Modelo, hayan iniciado la construcción de un Microestadio de 1.276 m².

## Plantel actual

### Afiliación al Futsal de la AFA
En 1998, con la creación de la Primera B, Villa Modelo se inscribió en el certamen. Su desempeño fue lo suficientemente bueno como para competir en el Torneo Reducido por el segundo ascenso, el cual obtuvo.
Desde 1999 compitió en la Primera División hasta su descenso en 2005. En ese período obtuvo el Apertura 2002.
Desde 2006 hasta 2013 militó en la Primera B hasta que logró ascender a Primera División. Entre 2014 y 2015 sufrió 2 descensos y desde 2016 milita en la Primera C.

## Datos del club

### Futsal
- Temporadas en Primera División: 8 (1999 — 2005; 2014)
- Temporadas en Primera B: 10 (1998; 2006 — 2013; 2015)
- Temporadas en Primera C: 6 (2016 — )